# Blestia sarcocuon
Blestia sarcocuon là một loài nhện trong họ Linyphiidae.
Loài này thuộc chi Blestia. Blestia sarcocuon được Crosby & Bishop miêu tả năm 1927.